# Strasburgeriaceae
Strasburgeriaceae é uma família de plantas angiospérmicas (plantas com flor - divisão Magnoliophyta), pertencente à ordem Crossosomatales. Esta família contém uma única espécies, Strasburgeria robusta, uma árvore nativa da Nova Caledónia.